# Santa-Maria-Poggio
Santa-Maria-Poggio es una comuna y población de Francia, en la región de Córcega, departamento de Alta Córcega.
Su población en el censo de 1999 era de 629 habitantes.

## Demografía
| 222 | 222 | 309 | 456 | 600 | 629 |
| Para los censos de 1962 a 1999 la población legal corresponde a la población sin duplicidades (Fuente: INSEE [Consultar]) |     |     |     |     |     |